# Sudbury (Derbyshire)
Pour les articles homonymes, voir Sudbury.
Sudbury est un village et une paroisse civile situé dans le comté du Derbyshire en Angleterre. En 2001, sa population était de 976 habitants.